# Lom (mineralogija)
U mineralogiji, lom pokazuje kako mineral puca, ako se ne lomi paralelno plohama kalavosti.
Lom može biti:
- školjkast - pr. kvarc
- poluškoljkast - pr. andaluzit
- neravan - pr. anhidrit
- zupčast - pr. bakar
- vlaknast - pr. kijanit
- zemljast - pr. limonit